# Jeff Donnell
Jean Marie „Jeff“ Donnell (* 10. Juli 1921 in South Windham, Maine; † 11. April 1988 in Hollywood, Los Angeles, Kalifornien) war eine US-amerikanische Schauspielerin.

## Karriere
Bevor Donnell 1938 die Leland Powers Drama School in Boston absolvierte, besuchte sie die Towson High School. Später studierte sie ab der Yale School of Drama.
1942 erhielt sie einen Studiovertrag bei den Columbia Pictures. Im selben Jahr gab Jeff Donnell ihr Filmdebüt in Meine Schwester Ellen an der Seite von Rosalind Russell. In den folgenden Jahren spielte sie an der Seite von Weltstars wie Humphrey Bogart, Cary Grant oder Anne Baxter, wenngleich sie in größeren Hollywood-Produktionen meist nur Nebendarstellerin war.
Ab Ende der 1950er Jahre war die Schauspielerin fast ausschließlich in Fernsehproduktionen zu sehen, darunter Mr. Ed, Cannon, Dr. med. Marcus Welby und Fantasy Island. Ihre letzte Rolle spielte sie in der Seifenoper General Hospital, wo sie von 1980 bis zu ihrem Tod 1988 die Haushälterin Stella Fields verkörperte.

## Privatleben
Jeff Donnell war viermal verheiratet gewesen, unter anderem von 1954 bis 1956 mit dem Schauspieler Aldo Ray. Aus ihrer ersten Ehe mit William Anderson (1940 bis 1953) entstammen zwei Kinder, Michael und Sarah Jane.
Ihren Kosenamen „Jeff“ gab sie sich bereits als Kind selbst. Er stammt aus der Comicserie Mutt and Jeff.
Donnell starb plötzlich an Herzversagen.

## Filmografie (Auswahl)
- 1942: Meine Schwester Ellen (My Sister Eileen)
- 1944: Pinky und Curly (Once upon a time)
- 1944: Sensationen für Millionen (Sensations of 1945)
- 1944: Three Is a Family
- 1945: Die Macht des Whistler (The Power of the Whistler)
- 1945: Over 21
- 1945: Tausendundeine Nacht (A Thousand and One Nights)
- 1949: Der Kampf um den Sonora-Pass (Roughshod)
- 1950: Ein einsamer Ort (In a lonely Place)
- 1950: Glücksspiel des Lebens (Walk Softly, Stranger)
- 1950: Seine Frau hilft Geld verdienen (The Fuller Brush Girl)
- 1952: Abu Andar, Held von Damaskus (Thief of Damascus)
- 1952: Ein Baby kommt selten allein (The First Time)
- 1952: Mein Herz singt nur für dich (Because you’re mine)
- 1952: Mädels ahoi (Skirts Ahoy!)
- 1953: Gardenia – Eine Frau will vergessen (The Blue Gardenia)
- 1953: Unternehmen Panthersprung (Flight Nurse)
- 1957: Das Fort der mutigen Frauen (The Guns of Fort Petticoat)
- 1957: Dein Schicksal in meiner Hand (Sweet Smell of Success)
- 1957: Mein Mann Gottfried (My Man Godfrey)
- 1961: April entdeckt Hawaii (Gidget Goes Hawaiian)
- 1962: Die eiserne Jungfrau (The Iron Maiden)
- 1963: April entdeckt Rom (Gidget Goes to Rome)
- 1970: Tora! Tora! Tora!
- 1972: Jede Stimme zählt (Stand Up and Be Counted)